# Kościół św. Rafała Kalinowskiego w Warszawie
Kościół świętego Rafała Kalinowskiego w Warszawie – zabytkowy kościół znajdujący się przy al. gen. Chruściela „Montera” 103 w dzielnicy Rembertów w Warszawie, na terenie Akademii Sztuki Wojennej. Należy do Ordynariatu Polowego Wojska Polskiego i jest podporządkowany bezpośrednio wikariuszowi biskupiemu.

## Historia
Świątynia została wzniesiona pod koniec XIX wieku jako cerkiew prawosławna pod wezwaniem świętego Jakuba Apostoła. Pełniła ona rolę świątyni garnizonowej dla pobliskiego miasteczka, jakie powstało przy poligonie artyleryjskim wojsk carskich. Parafię tworzyli przeważnie żołnierze służący w miejscowym garnizonie. Cerkiew uroczyście konsekrowano w dniu 11 stycznia 1896 roku. 
Po zakończeniu I wojny światowej cerkiew i garnizon zostały przekazane Wojsku Polskiemu. Świątynia została przebudowana na rzymskokatolicki kościół garnizonowy i otrzymała nowe wezwanie. 
Po zakończeniu wojny do 1949 roku w świątyni były odprawiane regularne nabożeństwa. W 1950 roku obiekt został zamknięty dla celów kultu religijnego, by umieścić w nim magazyn sprzętu hydraulicznego. Po transformacji systemowej 1989, w październiku 1991 roku, została powołana rzymskokatolicka parafia garnizonowa i przywrócono obiektowi funkcje sakralne. 15 listopada 1992 roku Prymas Polski Józef Glemp dokonał rekoncyliacji świątyni.
W 2010 roku świątynia została wpisana do rejestru zabytków. 